# Hétérotopie (biologie)
Pour le concept de Michel Foucault, voir hétérotopie. Pour le sens en médecine, voir hétérotopie (médecine).
Ne doit pas être confondu avec hétérotypie.
L'hétérotopie est le changement d'emplacement ou de trajectoire[pas clair] du patron d'expression[pas clair] dans l’espace d'un gène transcrit[pas clair] d'un organisme par rapport à ses ancêtres ou à ses taxons parents. Il s'agit de la conséquence d'une mutation héréditaire des gènes du développement dans le génome qui influence la position de parties du corps, d'organes ou de tissus sur un individu dans sa morphologie.
Ce phénomène est souvent associé à d'autres qui relèvent des mêmes aspects du développement tels que l'hétérochronie, l'hétérotypie ou l'hétérométrie, puisqu'il est rare de voir des cas où l'hétérotopie est seule responsable de changements dans les parallèles entre l'ontogénèse et la phylogénie. Tout comme l'hétérochronie, l'hétérotopie a la capacité de mener vers des caractéristiques nouvelles, mais elle ne permet pas nécessairement d'établir des parallèles entre l'ontogénèse et la phylogénie.

## Étymologie
Le terme hétérotopie vient du grec ancien : ἕτερος, (héteros, « autre ») et de τόπος (tópos, « lieu ») . Cela signifie littéralement : « lieu autre ».

## Historique et définitions

### Origine de l'hétérotopie
Le terme «hétérotopie» a été utilisé pour la première fois en 1866 par le biologiste allemand Ernst Haeckel pour expliquer les origines des organes reproducteurs dans les feuillets embryonnaires. Haeckel a également défini à ce moment le concept d'hétérochronie, qui a ensuite dominé les recherches sur l'évolution embryonnaire. Auparavant, les changements directionnels des patrons d'expressions génétiques étaient perçus comme des conséquences de modifications temporelles dans le développement, et donc ils étaient inclus dans l'hétérochronie. Cependant, même si la notion a été mise sur la table il y a presque 150 ans, l'hétérotopie n'a refait surface dans la science moderne que dans les années 1970 avec les travaux de S.J. Gould, et plus récemment de Zeldtich et Fink. Des travaux sur la radula des gastéropodes ont permis de définir des conditions pour déterminer si des changements hétérotopiques étaient également impliqués dans les patrons d'expression. Ces normes étaient comme suit :

« 1. Il y a morphologie similaire pour les taxons étudiés,
2. Il y a similarité dans les changements des trajectoires ontogéniques entre les taxons qui ont des trajectoires de longueurs différentes,
3. Il y a une seule dimension de variabilité qui explique simultanément les patrons de divergence de forme dans l'ontogénie et la phylogénie,
4. Les changements significatifs entre les taxons sont similaires. »

L'analyse de leurs données selon ces normes leur a permis de réfuter leurs propres hypothèse qui suggéraient que les différents patrons d'expression qui déterminent la composition, la morphologie et le positionnement des composantes de la radula étaient entièrement dus à des variables temporelles. Ces critères ont ouvert la voie à la création de balises plus strictes sur la définition de l'hétérotopie dans un contexte de recherche moderne.

### Gènes homéotiques

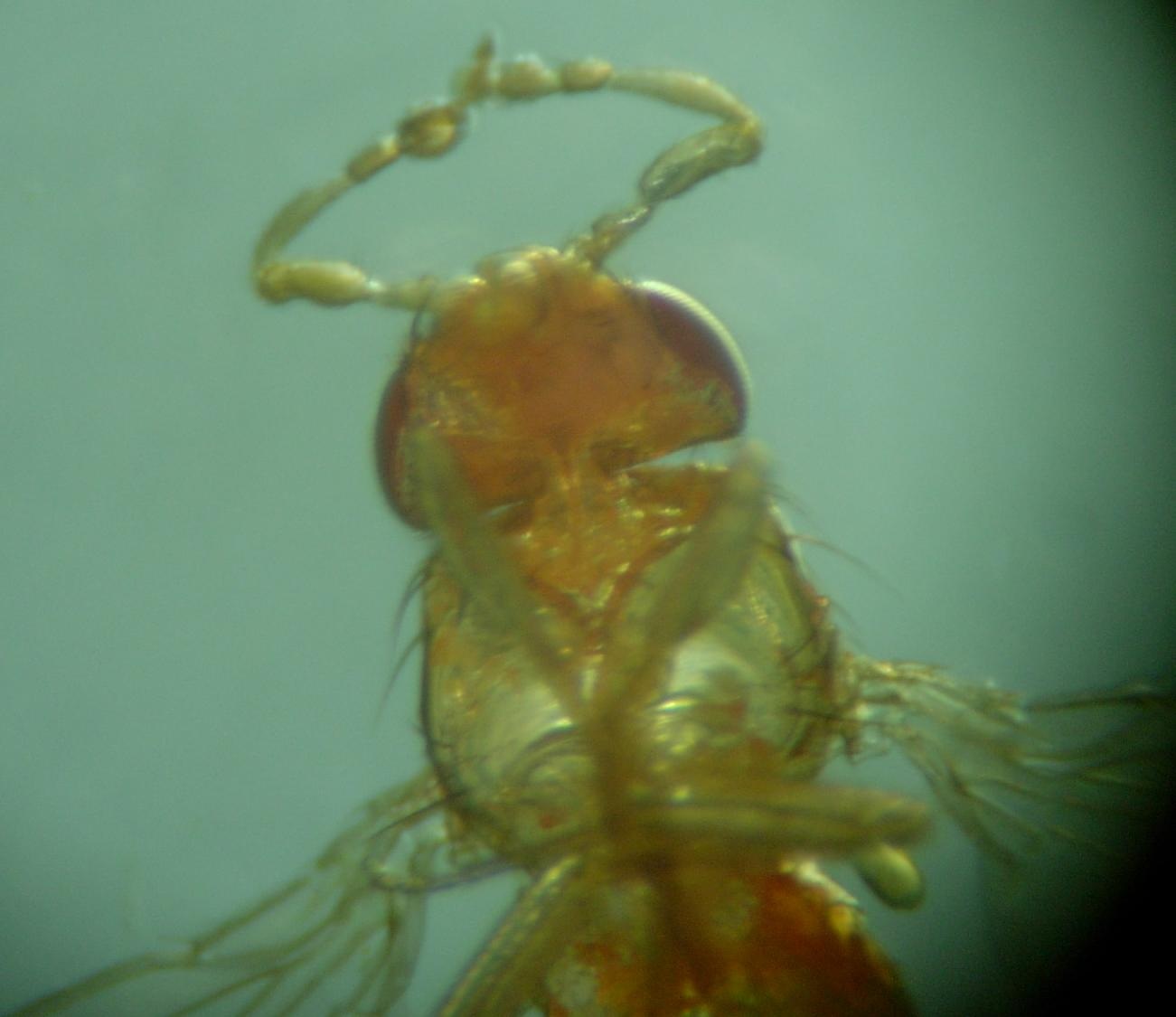
Une drosophile dont les antennes ont été remplacées par des pattes.

L'hétérotopie démarre sur les gènes homéotiques. Ces gènes sont responsables du développement de structures anatomiques par le biais de facteurs de transcription. Des mutations dans ces gènes qui se retrouvent à plusieurs endroits dans le génome peuvent causer des changements hétérotopiques. Les phénotypes que l'on retrouve normalement à certains endroits du corps sont soudainement exprimés là où ils ne le devraient pas. Le gène Hox, par exemple, qui régule la segmentation du thorax chez la drosophile (Drosophila melanogaster), peut porter une mutation qui cause l'apparition de pattes là où se trouvent des antennes chez les individus de phénotype sauvage. Ce cas d'hétérotopie n'est pas viable, car il réduit la valeur sélective de l'individu. Cette mutation Antennapedia est l'une des plus connues et des plus étudiées mais c'est un cas extrême : le changement de direction des patrons d'expression est en général moins drastique et s'observe sur plusieurs générations.

### Exaptation

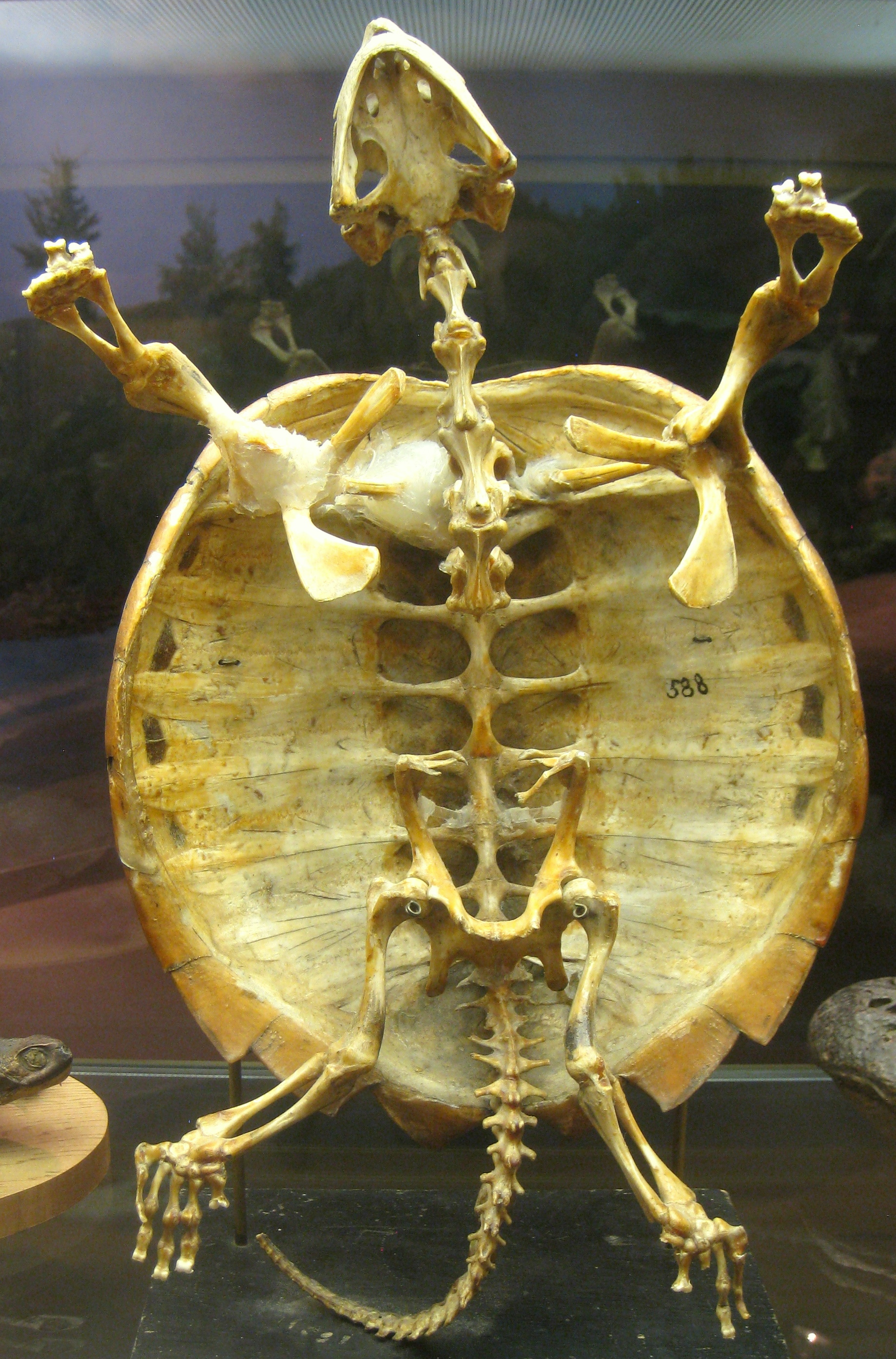
Squelette de tortue attaché à la carapace (le plastron ventral a été retiré).

L'hétérotopie est également une des préludes à l'exaptation. En effet, cette adaptation sélective, qui fait qu'un caractère doté d'une fonction initiale change au fil du temps pour adopter une toute nouvelle fonction, doit souvent passer par un changement spatial du patron d'expression pour arriver à ce nouveau rôle. Il peut jouer d'une hétérotypie pour des organes qui changent de fonction, tels les plumes des oiseaux qui avaient comme rôle premier l'isolation thermique et qui ont par la suite évolué pour permettre le vol. Mais ces plumes étaient au départ seulement situées à des endroits où les pertes de chaleur étaient plus importantes, et au fil des générations les patrons d'expression spatiaux ont subi des déplacements vers des endroits qui favorisaient également le vol. Un autre bon exemple pour expliquer le lien entre l'hétérotopie et l'exaptation est la formation et l'ossification de la carapace chez les tortues. Le processus est amorcé dans les côtes des individus, qui entament la migration[pas clair] de cellules des os ventraux vers la partie dorsale. Ce déplacement de cellules provoque l'apparition d'une formation osseuse dans le derme. Les côtes peuvent ensuite fusionner à la carapace nouvellement formée. Ce qui était au départ une structure osseuse commune à tous les vertébrés a développé une nouvelle fonction, rendue possible par un changement spatial dans le patron de développement des procédés ontogéniques des descendants.

## Études de cas

### Mesures empiriques
Zeldritch et Fink ont effectué une étude de cas permettant d'exprimer les changements de points d'importance morphologiques faciles à identifier sur les piranhas (Pygocentrus). Ils ont basé leur étude sur la mesure des changements temporels de croissance ainsi que les trajectoires allométriques des points de repère homologues à tous les taxons étudiés. Il s'agit donc d'établir une référence pour permettre de mesurer empiriquement les changements hétérotopiques.
Lors de la prise de données, il est primordial de définir la composante principale que l'on observe. Dans ce cas-ci, il est question de l'allométrie ontogénique, c'est-à-dire la variable de taille qui sert d'indicateur de changement de forme dans l'ontogénie. Le choix de variable pour cette étude a permis d'analyser les différences et divergences entre les différents taxons sur le plan spatial. Lorsque les points de mesure sont définis, il faut déterminer l'emplacement de ceux-ci sur les individus étudiés afin de créer une référence cartésienne, ce qui facilite la visualisation des variations spatiales sur des axes antéropostérieurs et dorsoventraux. Les valeurs numériques de distances sur les plans cartésiens peuvent être ensuite utilisées pour calculer des vecteurs exprimant les changements de direction et leur importance relative. Des plans cartésiens modifiés sont ensuite produits pour faciliter la représentation visuelle des données. Ceci permet ensuite de caractériser les différentes formes que l'on peut obtenir chez les taxons et rend possible la création de classes basées sur le phénotype. Dans le cas de Pygocentrus, il a été déterminé que les changements spatiaux qui affectent la morphologie sont plus importants dans la cavité ventrale ainsi que dans la région dorsale postérieure.

### Les crocs chez les serpents

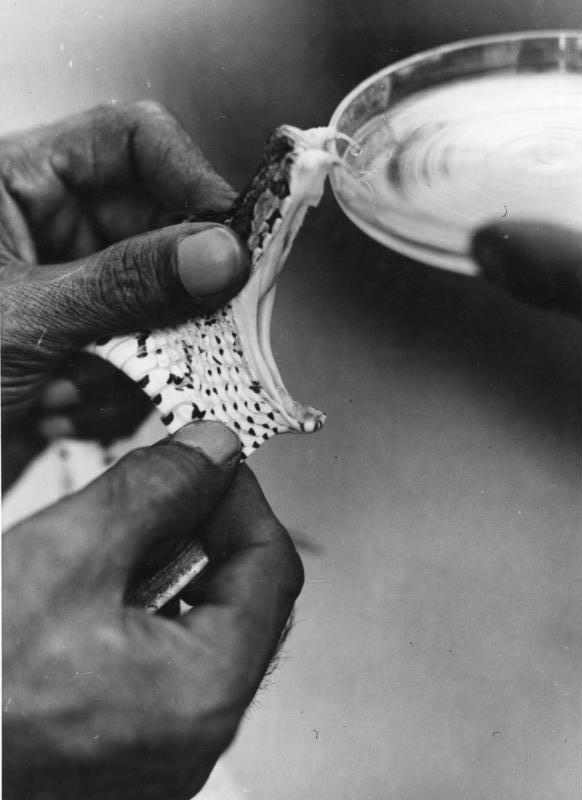
La Vipère de Russell possède des crocs frontaux.

Une autre étude a été réalisée, cette fois-ci sur les crocs de neuf espèces de serpents, par Vonk et al. pour déterminer les origines évolutives du développement de la dentition de ces prédateurs. Les crocs de ces reptiles peuvent se trouver à l'avant ou à l'arrière de la mâchoire maxillaire (supérieure) ainsi que dans les deux positions à la fois chez certaines espèces. Les patrons de développement de la morphogénèse des crocs dans les deux positions possèdent des similarités très fortes, qui laissent croire qu'il y a eu un changement spatial au cours de l'évolution. Les crocs, qu'ils soient positionnés à l'avant ou à l'arrière de la mâchoire, proviennent tous deux d'un même tissu épithélial qui forme la lamina dentaire. La régulation de ce processus est effectuée par le gène Sonic Hedgehog, un gène responsable de la voie de signalisation Hedgehog que l'on retrouve chez les mammifères et qui permet la régulation de l'organogénèse. Cependant, l'expression du gène se retrouve uniquement en position postérieure du maxillaire chez les deux groupes de serpents[Lesquels ?]. Une observation des zones d'expression dans le temps a permis d'affirmer qu'il y a en fait une migration des crocs postérieurs vers l'avant qui se produit durant la transition vers la position « adulte ». Ce changement spatial du patron de développement a tout pour indiquer un cas d'hétérotopie.

### Sépales dePhysaliset biologie moléculaire

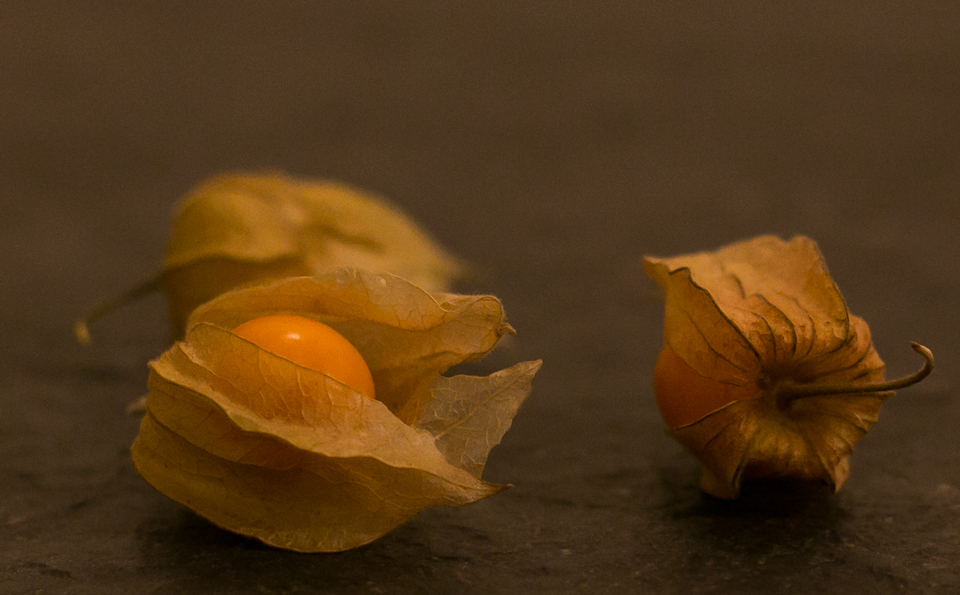
Physalis avec un calice de sépales.

Une expérience sur les cerises de terre (Physalis) a permis d'illustrer les effets hétérotopiques au niveau moléculaire sur la morphologie. Le phénotype de la «lanterne chinoise» et les gènes qui en sont responsables ont été au centre de cette étude. Ce morphotype est le résultat d'un verticille floral composé de l'ensemble des sépales, que l'on appelle un calice.
La croissance anormale des sépales pour former cette structure est due à l'expression d'un gène de type MADS-box qui n'est normalement exprimé que dans les feuilles. Une étude comparative des patrons d'expression du gène a été réalisée chez Physalis et la pomme de terre. La pomme de terre présente des sépales de taille « normale », puisque le gène en question n'est pas exprimé dans les sépales de bourgeons et de fleurs, mais uniquement dans ses feuilles. Des mutants « knock-down » du gène ont été créés chez Physalis et l'expression réduite a produit un morphotype avec des sépales montrant une croissance grandement réduite. La création d'une pomme de terre transgénique auquel on a transféré le gène de Physalis causant l'augmentation de la croissance des sépales a produit une plante possédant de plus grands sépales que le type sauvage. Ceci a permis de démontrer qu'un changement dans une région promotrice change la sensibilité à des molécules qui n'agissent normalement qu'à d'autres endroits dans le génome. Il s'agit donc encore une fois d'un exemple d'hétérotopie, puisqu'il y a un changement spatial dans l'action d'une molécule de régulation.